# Malgbe (Sprache)
Malgbe (auch Goulfei, Ngwalkwe oder Sanbalbe genannt) ist eine tschadische Sprache, welche in der Region Extrême-Nord in Kamerun sowie im Tschad nördlich der Hauptstadt N'djamena gesprochen wird.
Sie zählt zu den Kotoko-Sprachen und teilt sich in fünf Dialekte, Douguia, Mara, Walia, Dro, sowie das eigentliche Malgbe auf. Malgbe selbst wird in der Stadt Goulfey in Kamerun gesprochen, Mara, Douguia und Walia in den gleichnamigen Ortschaften, von welchen erstere eine tschadisch-kamerunische Grenzortschaft ist und letztere beiden im Tschad liegen.
Ethnologue listet die Sprache als „6b (Gefährdet)“, laut Henry Tourneux gab es im Jahre 2004 noch 6000 Menschen, welche die Sprache beherrschten. Viele Leute sprechen inzwischen Shuwa-Arabisch, welches als Verkehrssprache die einheimischen Sprachen und Dialekte immer weiter verdrängt.
Eine lateinische Schrift für Malgbe, welche im Jahr 1999 entwickelt wurde, befindet sich in experimentellem Gebrauch.